# Gibonni, Dino Dvornik – The Best of
Gibonni, Dino Dvornik – The Best of kompilacijski je album hrvatskog skladatelja, tekstopisca i glazbenika Gibbonija i Dina Dvornika, koji je objavljen 2009. godine.
Objavljuje ga diskografska kuća Croatia Records, sadrži trideset skladbi na 2 CD-a.
Materijal na albumu sastoji se od najvećih hitova Gibbonia i Dina Dvornika, koji su obilježili njihove karijere.

## Popis CD-ova
1. "Zlatne godine - Live Collection" p&c (Croatia Records, 2009.)[1]
  - kompilacijski album (16 skladbi)
2. "Tebi pripadam - Live in München" p&c (Croatia Records, 2009.)[2]
  - kompilacijski album (14 skladbi)

## Vanjske poveznice
- discogs.com - Gibonni, Dino Dvornik – The Best of